# Neoribates
Neoribates är ett släkte av kvalster. Neoribates ingår i familjen Parakalummidae.

## Dottertaxa tillNeoribates, i alfabetisk ordning[1]
- Neoribates aurantiacus
- Neoribates barbatus
- Neoribates corticis
- Neoribates depressa
- Neoribates erectus
- Neoribates flagellum
- Neoribates formaminiferus
- Neoribates fulvus
- Neoribates gracilis
- Neoribates headlandi
- Neoribates insignificans
- Neoribates jacoti
- Neoribates lydia
- Neoribates macrosacculatus
- Neoribates neglectus
- Neoribates neonominatus
- Neoribates oceanicus
- Neoribates pallidus
- Neoribates parvisetigerum
- Neoribates pterotus
- Neoribates punctulatus
- Neoribates quadrisetosus
- Neoribates rimosus
- Neoribates robustus
- Neoribates rotundus
- Neoribates roubali
- Neoribates salicis
- Neoribates setiger
- Neoribates szabadosi
- Neoribates tuberculatus